# KRTAP19-7
KRTAP19-7 (англ. Keratin associated protein 19-7) – білок, який кодується однойменним геном, розташованим у людей на довгому плечі 21-ї хромосоми. Довжина поліпептидного ланцюга білка становить 63 амінокислот, а молекулярна маса — 6 644.
| 10         |  | 20         |  | 30         |  | 40         |  | 50         |
| ---------- |  | ---------- |  | ---------- |  | ---------- |  | ---------- |
| MSYSGSYYGG |  | LGYGCGGFGG |  | LGYGYSCGCG |  | SFRRLGYGCG |  | YGGYRYSCCH |
| PSCYGGYWSS |  | GFY        |  |            |  |            |  |            |

C: Цистеїн

F: Фенілаланін

G: Гліцин

H: Гістидин

L: Лейцин

M: Метіонін

P: Пролін

R: Аргінін

S: Серин

W: Триптофан